# Meg Donnelly
Megan Elizabeth Donnelly (Nova Iorque, 25 de julho de 2000) é uma atriz e cantora norte-americana. Ela interpretou Taylor Otto na sitcom da ABC, Bela, Recatada e do Lar (2016–2021), Addison Wells na série de filmes do Disney Channel, Zombies (2018–presente) e Mary Campbell na série de televisão da CW, Os Winchesters (2022–2023).

## Biografia
Donnelly nasceu na cidade de Nova York e cresceu em Peapack-Gladstone, Nova Jérsei. Ela é filha única. Ela começou a treinar voz, dança e atuação na Annie's Playhouse School of Performing Arts em Far Hills, Nova Jérsei, aos seis anos de idade. Ela apareceu como vocalista em destaque em várias produções do Kids of the Arts, Broadway Kids and Time to Shine na cidade de Nova York. Enquanto estava em Nova York, para se comunicar melhor com os estudantes japoneses de intercâmbio em sua escola, ela começou a aprender a língua deles, lançando mais tarde um de seus singles em japonês.

## Carreira

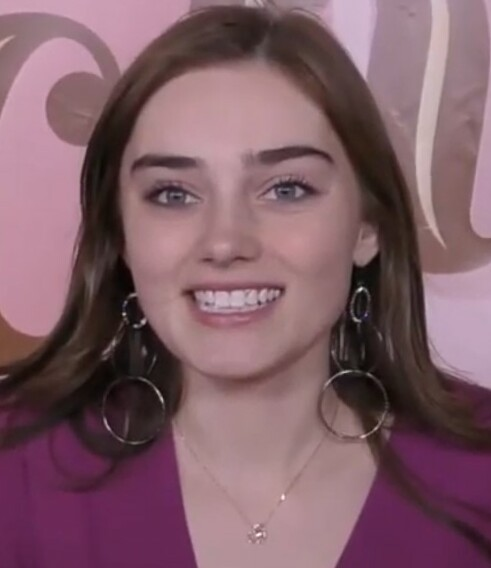
Meg Donnelly em 2016

Donnelly co-estrelou como Ash na série da Netflix de 2013, Team Toon. Ela foi o rosto americano da campanha Awkward to Awesome de 2015 da Clean & Clear, e foi a substituta para o papel de Louisa von Trapp no especial de televisão da NBC, A Noviça Rebelde ao Vivo!. Ela estrelou o piloto da Nickelodeon de 2015, Future Shock, mas não foi vendido.
Donnelly desempenhou o papel principal de Taylor Otto na sitcom da ABC, Bela, Recatada e do Lar de 2016 a 2021. Ela substituiu a atriz Johnny Sequoyah, que interpretou o personagem no piloto da série. Os críticos citaram este como o papel de destaque de Donnelly. Ela então então apareceu no filme independente, The Broken Ones, que estreou no SOHO International Film Festival de 2017.
Donnelly estrela como Addison no musical do filme original do Disney Channel, Zombies, que estreou em 16 de fevereiro de 2018. Ela então lançou seu single de estreia, "Smile", em 5 de agosto de 2018. Em 1 de março de 2019, ela lançou seu segundo single, "Digital Love". Ela repete o papel de Addison nas sequências Zombies 2, que estreou no Disney Channel em 14 de fevereiro de 2020; Zombies 3, que foi lançado em julho e agosto de 2022 no Disney+ e Disney Channel , respectivamente; e a próxima sequência Zombies 4: A Era dos Vampiros, que recebeu sinal verde em fevereiro de 2024 com Donnelly definida como produtora executiva.
Em 2022, Donnelly foi escalada como Mary Campbell, a futura mãe de Dean e Sam Winchester, no spin-off de Sobrenatural, Os Winchesters, que foi escolhida para a série pela CW em maio e cancelado após uma temporada. Também em 2022, ela desempenhou o papel recorrente de Val na série original da Disney+, High School Musical: A Série: O Musical.
Em 2023, ela fez a voz de Kara Zor-El / Supergirl no filme, Legião de Super-Heróis, um papel que ela reprisou no ano seguinte na trilogia Liga da Justiça: Crise nas Infinitas Terras. Donnelly posteriormente estava entre as finalistas para interpretar Supergirl no filme live action, Supergirl, embora o papel tenha sido finalmente dado a Milly Alcock.
Em 2025, Donnelly competiu na décima terceira temporada do The Masked Singer como Coral. Ela terminou em 3º lugar. Aos 24 anos, ela era a finalista mais jovem do programa. Após sua aparição na série, ela anunciou o lançamento de um EP, Dying Art. Foi lançado em 20 de junho de 2025.

## Vida pessoal
Em fevereiro de 2024, Donnelly confirmou que estava em um relacionamento com o ator americano e colega de elenco de Os Winchesters, Drake Rodger.

## Filmografia

### Filmes
| Ano  | Título                                      | Papel                   | Notas              |
| ---- | ------------------------------------------- | ----------------------- | ------------------ |
| 2017 | The Broken Ones                             | Lilly Kelly             | Filme independente |
| 2023 | Legião de Super-Heróis                      | Kara Zor-El / Supergirl | Papel de voz       |
| 2024 | Liga da Justiça: Crise nas Infinitas Terras | Kara Zor-El / Supergirl | Papel de voz       |

### Televisão
| Ano           | Título                                    | Papel              | Notas                                     |
| ------------- | ----------------------------------------- | ------------------ | ----------------------------------------- |
| 2013          | Famosos e Fantasmas                       | Jovem Jacklyn      | 1 episódio                                |
| 2013          | A Noviça Rebelde ao Vivo!                 | S Louisa           | Especial de TV                            |
| 2013–2015     | Team Toon                                 | Ash                | Papel principal                           |
| 2015          | Future Shock                              | Annie              | Piloto não vendido                        |
| 2015–2016     | Primetime: What Would You Do?             | Várias personagens | 3 episódios                               |
| 2016–2021     | Bela, Recatada e do Lar                   | Taylor Otto        | Papel principal                           |
| 2018          | Zombies                                   | Addison Wells      | Filme para TV                             |
| 2020          | Zombies 2                                 | Addison Wells      | Filme para TV                             |
| 2020          | Spider-Man da Marvel                      | Scream             | Papel de voz; Episódio: "Maximum Venom"   |
| 2020–2021     | Zombies: O Mistério Monstruoso de Addison | Addison Wells      | Papel de voz                              |
| 2021          | Acampados                                 | Priscilla Preston  | Episódio: "Amigos para Sempre"            |
| 2021          | Pandemica                                 | Ela mesma          | Minissérie; papel de voz                  |
| 2022          | Zombies 3                                 | Addison Wells      | Filme para TV; também coprodutora         |
| 2022          | High School Musical: A Série: O Musical   | Val                | Papel recorrente                          |
| 2022–2023     | Os Winchesters                            | Mary Campbell      | Papel principal                           |
| 2023–presente | Zombies: A Série Reanimada                | Addison Wells      | Papel de voz                              |
| 2025          | Chibiverse                                | Addison Wells      | Papel de voz; Episódio: "Cheer Up Chibis" |
| 2025          | The Masked Singer                         | Ela mesma/Coral    | Participante da 13ª temporada             |
| 2025          | How Not to Draw                           | Addison Wells      | Papel de voz; Episódio: "Zed and Addison" |
| 2025          | Zombies 4: A Era dos Vampiros             | Addison Wells      | Filme para TV; também produtora executiva |

## Discografia

### Trilhas sonoras
| Zombies                                                                                   | - Lançamento: 16 de fevereiro de 2018 - Formato(s): Download digital, streaming - Gravadora: Walt Disney | 55 | —  | - : 500,000 | - : Ouro |
| Zombies 2                                                                                 | - Lançamento: 14 de fevereiro de 2020 - Formato(s): Download digital, streaming - Gravadora: Walt Disney | 44 | 61 | —           | —        |
| Zombies 3                                                                                 | - Lançamento: 15 de julho de 2022 - Formato(s): Download digital, streaming - Gravadora: Walt Disney     | 79 | 58 | —           | —        |
| Zoombies: the Re-Animated Series                                                          | - Lançamento: 28 de junho de 2024 - Formato(s): Download digital, streaming - Gravadora: Walt Disney     | —  | —  | —           | —        |
| Zoombies 4: Dawn of the Vampires                                                          | - Lançamento: 11 de julho de 2025 - Formato(s): Download digital, streaming - Gravadora: Walt Disney     | —  | —  | —           | —        |
| "—" denota lançamentos que não entraram nas paradas ou não foram lançados naquela região. | |    |    |             |          |

### Extended plays(EPs)
| Título                               | Detalhes                                                                                               |
| ------------------------------------ | --- |
| Trust                                | - Lançamento: 6 de dezembro de 2019 - Formato(s): Download digital, streaming - Gravadora: DJDTP       |
| Zombies: Addison's Moonstone Mystery | - Lançamento: 16 de outubro de 2020 - Formato(s): Download digital, streaming - Gravadora: Walt Disney |
| Dying Art                            | - Lançamento: 20 de junho de 2025 - Formato(s): Download digital, streaming - Gravadora: Range Music   |

### Singles

#### Como artista principal
| Ano  | Canção                                    | Álbum                     |
| ---- | ----------------------------------------- | ------------------------- |
| 2017 | "Bamm" (com Milo Manheim e Kylee Russell) | Zombies                   |
| 2018 | "Smile" (Original and Japanese version)   | Adicionado à nenhum álbum |
| 2019 | "With U" (com Fetty Wap)                  | Adicionado à nenhum álbum |
| 2019 | "Predictable"                             | Trust                     |
| 2019 | "Just Like You" (part. Kota the Friend)   | Trust                     |
| 2020 | "Impress"                                 | Trust                     |
| 2024 | "Title"                                   | Adicionado à nenhum álbum |
| 2024 | "By My Heart"                             | Adicionado à nenhum álbum |
| 2024 | "In My Bag"                               | Dying Art                 |
| 2025 | "Picky"                                   | Dying Art                 |
| 2025 | "Close 2 Me"                              | Dying Art                 |
| 2025 | "Dancin' Around"                          | Dying Art                 |
| 2025 | "Strangers"                               | Dying Art                 |

#### Como artista convidada
| Ano  | Canção                                                                      | Álbum                           |
| ---- | --------------------------------------------------------------------------- | ------------------------------- |
| 2020 | "We Got This" (como parte do elenco de Zombies)                             | Zombies 2                       |
| 2022 | "Alien Invasion" (como parte do elenco de Zombies)                          | Zombies 3                       |
| 2022 | "What Is This Feeling" (from "Zombies 3") (como parte do elenco de Zombies) | Adicionado à nenhum álbum       |
| 2025 | "The Place To Be" (como parte do elenco de Zombies)                         | Zombies 4: Dawn of the Vampires |
| 2025 | "Don't Mess With Us" (como parte do elenco de Zombies)                      | Zombies 4: Dawn of the Vampires |

### Singlespromocionais
| Ano  | Canção | Álbum                                                                  |
| ---- | --- | ---------------------------------------------------------------------- |
| 2017 | "Wonderful Christmastime" (com Milo Manheim)                                                                                    | Adicionado à nenhum álbum                                              |
| 2018 | "Mele Kalikimaka" | Adicionado à nenhum álbum                                              |
| 2018 | "Bust a Left" | Adicionado à nenhum álbum                                              |
| 2019 | "Digital Love" | Adicionado à nenhum álbum                                              |
| 2019 | "Look What You Made Me Do" | Adicionado à nenhum álbum                                              |
| 2020 | "Fam Jam" (com Issac Ryan Brown)                                                                                                | Adicionado à nenhum álbum                                              |
| 2020 | "More Than a Mystery" | Zombies: Addison's Moonstone Mystery                                   |
| 2020 | "Put the Happy in the Holidays" (com Issac Ryan Brown, Sky Katz, Chandler Kinney, Ruth Righi, Navia Robinson e Trevor Tordjman) | Adicionado à nenhum álbum                                              |
| 2021 | "Shrimpy in the House" (from "Zombies: Addison's Monster Mystery") (com Milo Manheim e Kylee Russell)                           | Adicionado à nenhum álbum                                              |
| 2022 | "It's On" (como parte do elenco de High School Musical: The Musical: The Series)                                                | High School Musical: The Musical: The Series: The Soundtrack: Season 3 |
| 2023 | "Endless Summer" (from "Zombies: The Re-Animated Series Shorts") (com Milo Manheim)                                             | Adicionado à nenhum álbum                                              |
| 2024 | "Repeat" (com Milo Manheim) | Zoombies: the Re-Animated Series                                       |

### Outras aparições
| Ano  | Canção                                          | Outro(s) artista(s)       | Álbum                                                                    |
| ---- | ----------------------------------------------- | ------------------------- | ------------------------------------------------------------------------ |
| 2018 | "Legendary"                                     | Disney Channel Stars      | Raven's Home: The Musical Episode (Remix)                                |
| 2019 | "(There's No Place Like) Home for the Holidays" | —                         | Disney Channel Holiday Hits 2019                                         |
| 2020 | "Livin' It Up"                                  | Asher Angel               | Mixtape                                                                  |
| 2024 | "Someday (The Re-Animated Remix)"               | Milo Manheim e Kahyun Kim | Screambrook (from "Zombies: the Re-Animated Series")                     |
| 2024 | "Holly Jolly Zolidays"                          | Elenco de Zombies         | Santler Claws Is Comin' to Town (from "Zombies: the Re-Animated Series") |

## Turnês
| Oficiais - Trust Tour (2020) |